# Dipartimento di Doropo
Il dipartimento di Doropo è un dipartimento della Costa d'Avorio situato nella regione di Bounkani, distretto di Zanzan.
La popolazione censita nel 2014 era pari a 66.664 abitanti.
Il dipartimento è suddiviso nelle sottoprefetture di Danoa, Doropo, Kalamon e Niamoué.